# Álvaro Cejudo
Álvaro Cejudo Carmona est un footballeur espagnol, né le 29 janvier 1984 à Puente Genil en Espagne. Il évolue comme milieu offensif.

## Palmarès
Betis Séville
- Vainqueur de la Liga Adelante en 2015.